# Getto w Krośniewicach

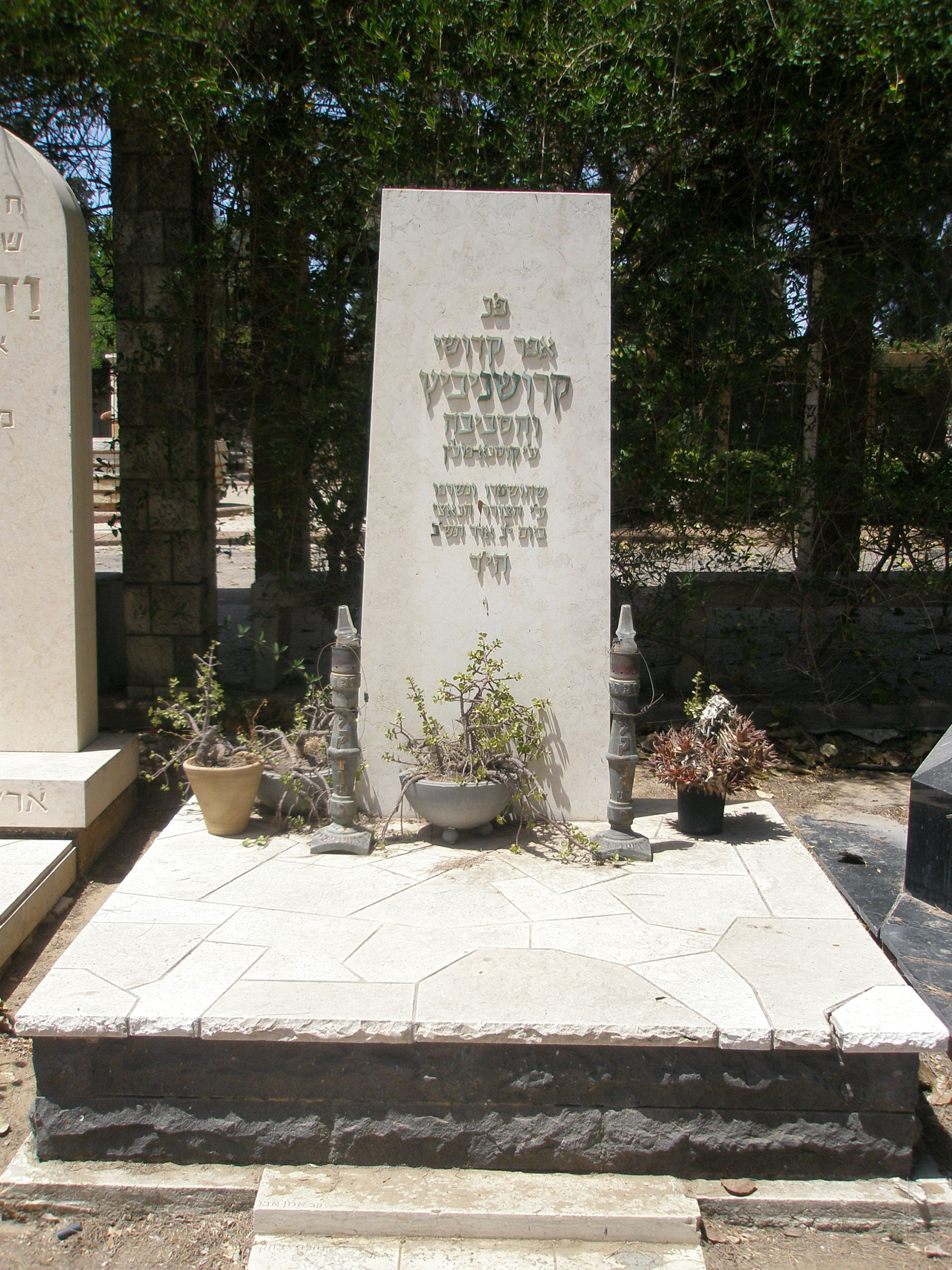
Pomnik upamiętniający krośniewickich Żydów na cmentarzu Kirjat Sza’ul w Tel Awiwie

Getto w Krośniewicach – getto żydowskie utworzone podczas II wojny światowej przez okupantów w Krośniewicach.

## Historia

### Utworzenie getta
Pod koniec grudnia 1939 roku w Krośniewicach mieszkało 1238 Żydów. Getto w Krośniewicach zostało utworzone 10 maja 1940 roku, objęło jedną stronę ulicy Kutnowskiej, jego teren objął 10 tysięcy metrów kwadratowych. Na obszarze getta znalazła się synagoga, siedziba gminy żydowskiej oraz kilka kamienic i kilkanaście domów. 
W getcie uwięziono około 1500 Żydów z Krośniewic, Żychlina i okolicznych miejscowości. Niemieckim urzędnikiem odpowiedzialnym za funkcjonowanie getta był burmistrz Krośniewic Georg Becker, przewodniczącym Judenratu mianowano Zilbego, a dowódcą policji żydowskiej został Grabowski.

### Funkcjonowanie getta
Początkowo getto nie było zamknięte, a Żydzi utrzymywali kontakty i handlowali z Polakami, Polacy korzystali również z usług żydowskich lekarzy uwięzionych w getcie. Niedługo później getto zostało otoczone płotem z drutu kolczastego. Warunki panujące w getcie były ciężkie, kilkanaście osób zmuszonych było do dzielenia jednego mieszkania, w jednej izbie mieszkały często 3 lub 4 rodziny. W getcie brakowało również żywności i opału, utrudniony był również dostęp do opieki medycznej, w związku z czym szerzyły się choroby. 
Żydzi wykorzystywani byli do pracy przymusowej m.in. w gospodarstwach rolnych przekazanych Niemcom oraz w warsztatach kolejowych, przy kopaniu rowów oraz przy pracach budowlanych. Żydów zmuszano także do prac porządkowych oraz sprzątania m.in. posterunku żandarmerii.  W kwietniu 1941 roku około 100 więźniów getta zostało wysłanych do obozu pracy Hardt w Wąsowie i zmuszani byli do pracy przy budowie autostrady z Frankfurtu nad Odrą do Poznania. We wrześniu 1941 roku rozpoczęto deportacje więźniów getta do innych obozów pracy w okolicach Poznania.

### Likwidacja getta
19 lutego 1942 roku niemiecka administracja getta zażądała od więźniów getta podatku pogłównego w wysokości 8 Reichsmarek za osobę. 1 marca 1942 roku, w dniu święta Purim, Żydów pozostających w getcie (głównie starców, kobiety i dzieci) poinformowano o tym, że następnego dnia mają zostać deportowani do Besarabii. 
Akcja likwidacyjna getta przeprowadzona została w dniach 2–3 marca 1942 roku, drewniane baraki przy ulicy Poznańskiej, przeznaczone zazwyczaj do przechowywania bydła, wykorzystano jako tymczasowy obóz przejściowy dla Żydów z getta w Krośniewicach. Wcześniej w barakach tych więzieni mieli być Żydzi m.in. z Włocławka, Dabrowic i Żychlina. Żydzi przetrzymywani w tych barakach byli głodzeni przez Niemców, dwa razy dziennie wydawano im litr zupy oraz kawałek chleba – większość Żydów nie była w stanie skorzystać z przydziału z powodu braku łyżek i naczyń. Na terenie obozu przejściowego miało również dochodzić do morderstw i tortur na przetrzymywanych tam Żydach. Następnie uwięzieni tam Żydzi (około 800 osób) zostali wysłani do obozu zagłady w Chełmnie nad Nerem i tam zamordowani.
Ofiary getta oraz obozu przejściowego chowane były na cmentarzu żydowskim. Wartość mienia pozostawionego przez Żydów w getcie wyceniono na 25 tysięcy Reichsmarek, zostało ono skonfiskowane przez władze niemieckie. Teren po getcie został również zdezynfekowany.
W 2012 roku obok dawnej synagogi odsłonięto głaz pamiątkowy upamiętniający likwidację getta.